# Khushwant Singh
Khushwant Singh, nascut Khushal Singh (Hadali, Punjab, 2 de febrer del 1915 - Nova Delhi, 20 de març del 2014) fou un novel·lista, periodista, historiador i editor indi d'ètnia sikh.
Nascut al Punjab britànic (actualment, part del Pakistan), estudià Dret al St. Stephen's College de Delhi i al King's College de Londres. Després d'exercir com a advocat als tribunals de Lahore durant vuit anys sota el Raj Britànic, es posà al servei del ministeri d'afers exteriors de la nova Índia independent, el 1947. El 1950 s'inicià com a periodista a la ràdio, i des del 1956 treballà per al departament de comunicació de la UNESCO a París. Aquestes dues darreres feines el van portar a la carrera literària. De cultura anglo-índia, era conegut pel seu secularisme mordaç, el seu sentit de l'humor i el seu gran amor per la poesia. Solia fer comparacions enginyoses i àcides de la societat i del comportament dels occidentals i dels indis. Edità diverses revistes literàries i generalistes, així com dos diaris de gran tirada durant els anys setanta i vuitanta. Els seus nombrosos llibres daten des del 1950 al 2013. El 1982 produí i presentà un documental televisiu al Regne Unit, Third World Free Press, de la sèrie Third Eye. Quan morí als 99 anys, es reberen condolències del president i del primer ministre de l'Índia.